# 신격화

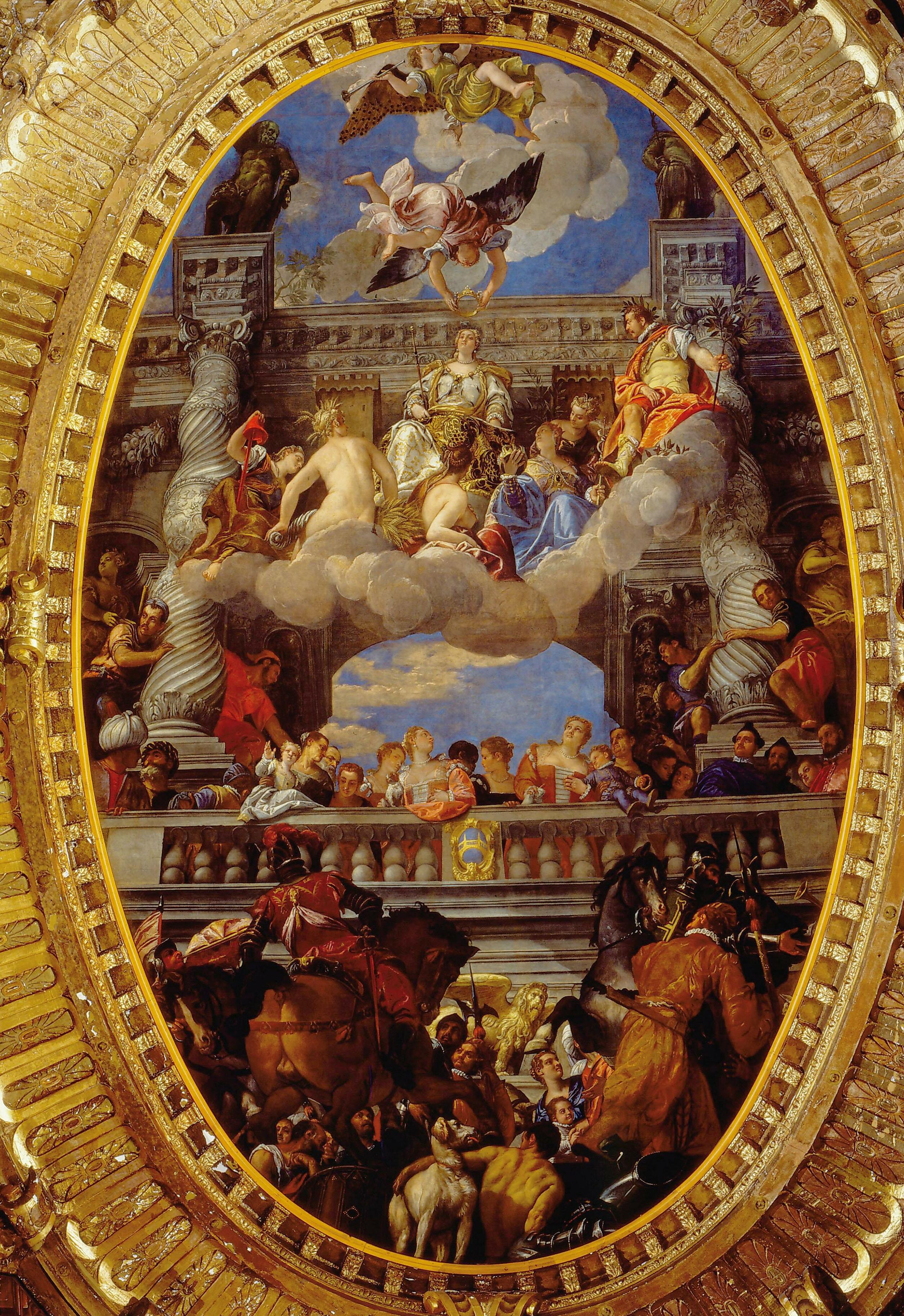
파올로 베로네세의 베네치아의 신격화 (1585)

신격화는 신격 수준에 대한 주체의 영화화이며, 일반적으로 인간, 다른 생물 또는 신을 닮은 추상적인 관념에 대한 대우이다. 이 용어는 믿음을 나타내는 신학과 장르를 나타내는 예술에서 의미가 있다.
신학에서 신격화는 개인이 신과 같은 수준까지 올라갔다는 생각을 의미한다. 예술에서 이 용어는 특히 웅대하거나 고양된 방식으로 모든 주제(인물, 그룹, 장소, 주제, 관습 또는 멜로디)를 다루는 것을 말한다.

## 지역별 사례

### 고대 중동
헬레니즘 시대 이전에 황제 숭배는 고대 이집트(파라오)와 메소포타미아 (나람신에서 함무라비까지)에서 존재했다 이집트 신왕국에서는 죽은 모든 파라오를 오시리스 신으로 신격화했다. 건축가 임호텝은 사후에 신격화되었다.

### 고대 그리스
적어도 기원전 9세기의 기하학 시대부터 그리스 유적지의 건국 신화와 관련된 오래 전에 죽은 영웅들은 그리스 지하신 또는 "영웅 사원"에서 헤룬 의식을 받았다.
그리스 세계에서 자신에게 신성한 영예를 안긴 최초의 지도자는 마케도니아의 필리포스 2세였다 . 여섯 번째 부인과의 결혼식에서 필립의 즉위된 형상은 올림포스 신들 사이에서 행렬로 옮겨졌다. " 아이가이에서의 그의 본보기는 관습이 되어 후에 헬레니즘 문명에서 숭배받은 마케도니아 왕들, 그들로부터 율리우스 카이사르, 그리고 로마의 황제들에게까지 이어졌다." 그러한 헬레니즘 국가 지도자들은 생전(예: 알렉산드로스 대왕) 또는 사후(예: 프톨레마이오스 왕조의 구성원)와 같은 지위로 상승할 수 있다. 신격화와 유사한 영웅적 숭배 지위는 먼 과거의 존경받는 몇몇 예술가, 특히 호메로스에게 주어지는 영예이기도 하다.
고대 및 고전 그리스 영웅 숭배는 6세기에 가족적 기원에서 확장되어 주로 시민이 되었다. 5세기까지 숭배자들 중 누구도 영웅의 후손을 추적하여 권위를 기반으로 하지 않았다. 단, 엘레우시 니아 신비주의의 에우몰피데스(에우몰푸스의 후손)와 같은 특정 사제 숭배를 물려받은 일부 신탁 가족은 예외였다. 그리스 영웅 숭배는 다른 한편으로 사후 로마 황제 숭배와 구별될 수 있다. 왜냐하면 영웅은 올림포스로 승천하거나 신이 되는 것으로 생각되지 않았기 때문이다. 그는 땅 아래에 있었고 그의 힘은 순전히 지역적이었다. 이러한 이유로 영웅 숭배는 본질적으로 유교적이었고 그들의 의식은 제우스와 아폴론의 의식보다 헤카테와 페르세포네의 의식과 더 가깝다. 두 가지 예외는 헤라클레스와 아스클레피오스이다. 이들은 신이나 영웅으로 존경을 받았으며 때로는 밤 시간 의식과 다음 날 희생을 바쳤다. 인류의 영웅으로 여겨지는 신 중 하나인 프로메테우스는 올림푸스 산에서 몰래 불을 훔쳐 인류에게 전파했다.

### 고대 로마
공화국 말기까지 퀴리누스 신은 로물루스와의 동일시/ 혼합주의로 인해 로마인들이 신격화를 겪은 것으로 인정한 유일한 신이었다.(에우헤메로스설 참조).  그 후, 고대 로마의 신격화는 죽은 통치자가 일반적으로 원로원의 법령과 대중의 동의에 의해 그의 후계자에 의해 신성하다고 인정되는 과정을 거쳤다. 종종 현 통치자는 인기 있는 전임자를 신격화하여 자신을 정당화하고 사람들에게 인기를 얻었다. 상류 계급이 항상 황제 숭배에 참여하는 것은 아니었으며,  그리고 어떤 사람들은 일반적으로 세네카가 저술한 풍자소설처럼 무능하고 나약한 황제의 신격화를 개인적으로 조롱했다.
로마 제국의 황제 숭배가 절정에 달했을 때, 때때로 황제의 사망한 사랑하는 사람들, 즉 하드리아누스의 안티누스 와 같은 상속인, 황후 또는 연인들도 신격화되었다. 신격화된 사람들은 사후에 그들의 신성을 의미하기 위해 이름에 디부스(Divus), 여자인 경우에는 디바(Diva)라는 신호를 부여했다. 전통적인 로마 종교는 데우스(신)와 디부스(인물신)를 구별하지만 일관되지는 않았다. 사원과 기둥은 예배를 위한 공간을 제공하기 위해 세워졌다.
로마 이야기 큐피드와 프시케에서 제우스는 신의 암브로시아를 인간 프시케에게 주어 그녀 자신을 신으로 변형시킨다.

### 고대 중국
명나라 소설 봉신연의는 신격화 전설을 많이 다룬다. 관우, 번쾌와 같은 수많은 인간이 도교 신들로 신격화되었다. 남송의 장군 악비는 명대에 신격화되었으며 일부 수행자들은 그를 천상의 3대 장수 중 하나로 간주하고 있다.

### 인도 문화권 및 조선민주주의인민공화국
과거에 인도 문화권의 다양한 힌두교 및 불교 통치자들은 사후에 신이나 부처로 신격화되었으며, 동아시아의 불교 지도자들은 생전에 자신이 곧 부처라는 왕즉불을 통해 부처로 신격화되었다.
초대 조선민주주의인민공화국 지도자 김일성은 숭배의 주요 대상으로, 매년 그의 탄생을 기념하는 " 공화국의 영원항 주석"에 대한 동상과 기념비가 있으며, 해당국 주민들은 그의 동상에 경의를 표하고 있다. 북한의 연호는 김일성의 생년월일을 기준으로 한 주체연호이다.

## 같이 보기
- 로마 황제
- 파라오
- 현인신

## 추가 자료
- Boak, Arthur E.R. "The Theoretical Basis of the Deification of Rulers in Antiquity", in: Classical Journal vol. 11, 1916, pp. 293–297.
- Bömer, Franz. "Ahnenkult und Ahnenglaube im alten Rom", Leipzig 1943.
- Burkert, Walter. "Caesar und Romulus-Quirinus", in: Historia vol. 11, 1962, pp. 356–376.
- Engels, David. "Postea dictus est inter deos receptus. Wetterzauber und Königsmord: Zu den Hintergründen der Vergöttlichung frührömischer Könige", in: Gymnasium vol 114, 2007, pp. 103–130.
- Garnett, Richard; Mackintosh, Robert (1911). 〈Apotheosis〉.   Chisholm, Hugh. 《브리태니커 백과사전》 2 11판. 케임브리지 대학교 출판부. 206–207쪽.
- Kalakaua, David. "The Apotheosis of Pele: The Adventures of the Goddess with Kamapuaa" in The Legends and Myths of Hawaii
- King, Stephen. "The Dark Tower: The Gunslinger
- Liou-Gille,Bernadette. "Divinisation des morts dans la Rome ancienne", in: Revue Belge de Philologie vol. 71, 1993, pp. 107–115.
- Richard, Jean-Claude. "Énée, Romulus, César et les funérailles impériales", in:Mélanges de l'École française de Rome vol. 78, 1966, pp. 67–78.
- Subin, Anna Della. Accidental Gods: On Men Unwittingly Turned Divine, Granta (expected January 2022)